# Schmaler Luzin
Schmaler Luzin is een meer in het Feldberger Seenlandschaft in de  Duitse deelstaat Mecklenburg-Voor-Pommeren. De naam is afgeleid van de Slavische stam, de Lutici.